# Жанна де Шатильон (графиня Блуа)
Жанна де Шатильон (фр. Jeanne de Châtillon; ок. 1253/1254 — 19 или 29 января 1291) — графиня Блуа и Шатодёна с 1280, графиня Шартра 1280—1286, дама д'Авен, де Гиз, де Шаторено, де Лёз и де Трелон с 1280, дочь Жана I де Шатильон, графа де Блуа, и Алисы Бретонской, дочери герцога Бретани Жана I и Бланки Наваррской.

## Биография
Жанна была одной из богатейших наследниц Франции своего времени. В феврале 1263 года она была помолвлена с Пьером I, позже ставшим графом Алансона и Перша, пятым сыном короля Франции Людовика IX. Сам брак был заключён в 1272 году. Однако оба их сына умерли в младенчестве.
В 1279 году умер Жан I де Шатильон, после чего Жанна и Пьер унаследовали его владения — графства Блуа, Шартр и Шатодён, а также сеньории Авен, Гиз, Шаторено, Лёз и Трелон.
После того, как в результате Сицилийской вечерни в 1282 году король Сицилии и Неаполя Карл I Анжуйский, дядя Пьера, оказался изгнан из Сицилии, Пьер отправился помогать дяде вернуть потерянные владения. Однако в 1284 году он умер в Салерно. Тело его было доставлено в Париж и захоронено в церкви Францисканцев. Владения Пьера, Алансон и Перш, оказавшиеся выморочными владениями, вернулись в королевский домен.
Жанна больше замуж так и не вышла. В 1286 году она продала графство Шартр королю Франции Филиппу IV. Другие владения оставались под управлением Жанны до смерти. Она умерла в 1291 году в замке Мониль, после чего её владения унаследовал двоюродный брат — Гуго II де Шатильон.

## Брак и дети
Муж: с 1272 (контракт февраль 1263) Пьер I Французский (1251 — 6 апреля 1284), граф Алансона и Перша с 1269. Дети:
- Людовик (род. и ум. 1272[1])
- Филипп (ок. 1274[1] — 1275[1])